# Love Dream
Love Dream (Priceless Beauty) è un film italiano fantasy del 1988, diretto da Charles Finch, con protagonisti Christopher Lambert e Diane Lane.

## Trama
Dopo la morte del fratello, di cui si sente in parte responsabile, la rock star Menrou/Mike decide di smettere di cantare, voltando le spalle alla fama e finendo quindi in uno stato di apatia. Andrà a vivere da solo con Nettuno, suo fedele cane, in una casa vicino al mare. Un giorno scorge in acqua un'anfora antica e la porta quindi in casa: qui di notte, dal vaso, uscirà una fanciulla, China, un genio di sesso femminile, in grado quindi di esaudire i suoi desideri e che cercherà di aiutarlo a vivere di nuovo. Tra i due nasce anche una bellissima storia d'amore, minata però dalle difficoltà di Menrou di gestire le emozioni e le sue paure nei confronti dei poteri della ragazza.

## Produzione
Molte scene sono state girate a Ceri, frazione del Comune di Cerveteri (RM). La spiaggia invece è quella di Lu Litarroni ad Aglientu (SS).